# Station Golczewo Wąskotorowe
Station Golczewo Wąskotorowe was een spoorwegstation in de Poolse plaats Golczewo aan twee smalspoorlijnen.